# Thames Valley Premier Football League
Thames Valley Premier Football League là một giải bóng đá Anh, có 6 hạng đấu –Senior Division, Premier Division, và Divisions One-Four.
Giải được thành lập năm 1989 với tên gọi Reading Senior League, do sự hợp nhất của 2 giải trong thị trấn – Reading & District League và Reading Combination League. Mùa giải 1989–90, giải vận hành 10 hạng đấu, nhưng đã giảm qua các năm và còn 6 hạng đấu ở hiện tại.
Senior Division nằm ở Bậc 7 (hay Cấp độ 11) của National League System, góp đội cho Combined Counties League và Hellenic League.
Giải đã đổi tên như hiện tại từ mùa giải 2014-15.

## Các câu lạc bộ mùa giải 2015–16

### Premier Division (14 đội)
AFC Aldermaston | Berks County  Lưu trữ ngày 2 tháng 5 năm 2016 tại Wayback Machine | Cookham Dean  Lưu trữ ngày 22 tháng 4 năm 2016 tại Wayback Machine | Highmoor & Ibis Dự bị | Hurst | Marlow United | Mortimer | Newbury | Reading YMCA | Rotherfield United |  Taplow United | Unity | Woodcote & Stoke Row | Wraysbury Village

### Division One (9 đội)
Ashridge Park | AFC Corinthians | Cookham Dean Dự bị | Frilsham & Yattendon | Highmoor Ibis 'A' | Sonning | Westwood United | Winnersh Rangers | Woodley Hammers | Woodley Town Dự bị

### Division Two (10 đội)
Compton | Eldon Celtic | Goring United | Marlow United Dự bị | Mortimer Dự bị | Reading YMCA Rapids | Sandhurst Devels Dự bị | Taplow United Dự bị | Wargrave | Westwood United Dự bị

### Division Three (10 đội)
Barkham Athletic | Baughurst | Imaan | South Reading Community Centre | Theale | Twyford & Ruscombe | White Eagles | Woodcote & Stoke Row Dự bị | Woodley Town 'A'

### Division Four (10 đội)
AFC Aldermaston Dự bị | AFC Corinthians Dự bị | Goring United Dự bị | Highmoor & Ibis 'B' | Hurst Dự bị | Rotherfield United Dự bị | Shinfield United | Sonning 'A' | Unity Dự bị | Wargrave Dự bị

### Division Five (10 đội)
Baughurst Dự bị | Berks County Dự bị | FC Reading Dons | Harchester Hawks | Hop Leaf | Sonning Sports & Social | Taplow United 'A' | TDC Knights | Woodley Town 'B'

## Các đội vô địch Senior Division
- 1989–90 – West Reading
- 1990–91 – Forest Old Boys
- 1991–92 – Reading Exiles
- 1992–93 – Woodley Arms
- 1993–94 – Mortimer
- 1994–95 – Mortimer
- 1995–96 – Reading Exiles
- 1996–97 – Mortimer
- 1997–98 – Forest Old Boys
- 1998–99 – Forest Old Boys
- 1999–2000 – Forest Old Boys
- 2000–01 – Forest Old Boys
- 2001–02 – Mortimer
- 2002–03 – Forest Old Boys
- 2003–04 – Highmoor & Ibis
- 2004–05 – Marlow United
- 2005–06 – Cookham Dean
- 2006–07 – Ascot United
- 2007–08 – Westwood United
- 2008–09 – Woodley Town
- 2009–10 – Reading YMCA
- 2010–11 – Highmoor & Ibis
- 2011–12 – South Reading
- 2012–13 – Reading YMCA
- 2013–14 – Highmoor & Ibis Dự bị
- 2014–15 – Marlow United